# درخت دوستی
درخت دوستی نام یک مجموعه تلویزیونی به نویسندگی و کارگردانی سعید خاکسار است که در سال ۱۳۶۶ ساخته شد و از شبکه ۲ پخش گردید.

## خلاصه داستان
«آقای طراوتی» کارمند سازمان حفاظت گل‌ها و برگ‌ها، مردی است نیک‌سرشت و مسئولیت‌پذیر که در کنار همسر و دو فرزندش زندگی می‌کند و همواره سعی دارد، گره از مشکل دیگران بگشاید و...

## بازیگران
- سیروس گرجستانی
- منوچهر حامدی
- محمود بصیری
- پوراندخت مهیمن
- مرجانه گلچین
- نادیا دلدار گلچین
- غلامحسین لطفی
- اسماعیل سلطانیان
- پرستو گلستانی
- سرور رجایی
- گیتی فروهر
- فرهاد خان‌محمدی
- محسن زهتاب
- سهیلا رضوی
- حسن شیرزاد
- مریم معترف
- امیر معتمدی
- سیامک حلمی
- محمدقاسم پورستار